# L'Île-Dorval
L'Île-Dorval è un comune e isola del Canada, situato nella provincia del Québec, nella regione di Montréal.